# دم‌چلچله‌ای تماشایی
دم‌چلچله‌ای تماشایی (Pazala mandarinus) گونه‌ای پروانه در تیره پروانه‌های دم‌چلچله‌ای می‌باشد. پروانه‌های دم‌چلچله‌ای تماشایی در ماه‌های فروردین و اردیبهشت و در ارتفاع ۴۰۰۰ تا ۷۰۰۰ متر بالاتر از سطح دریا در مناطقی مثل نپال، سیکیم، آسام، چین و میانمار دیده می‌شوند.